# حدقة
الحدقة(ملاحظة 1) pupil أو بؤبؤ هي ثقب أسود يقع في وسط قزحية العين يسمح للضوء بضرب شبكية العين. تظهر باللون الأسود لأن الأشعة الضوئية التي تدخل الحدقة تمتصها الأنسجة داخل العين مباشرة، أو تمتص بعد الانعكاسات المنتشرة داخل العين التي لا تخرج في الغالب من الحدقة الضيقة. [بحاجة لمصدر] ابتكر جيرارد من كريمونا جيراردو الكريموني مصطلح «حدقة».
تعريف: جيراردو الكريموني أو جيرارد من كريمونا (508 - 583 ه‍ / 1114 - 1187 م) (باللاتينية: Gerardus Cremonensis) مترجم إيطالي للأعمال العلمية العربية، والذي عثر على أعماله في مكتبات طليطلة في إسبانيا. يعد جيرارد الكريموني واحدا من أهم علماء مدرسة طليطلة للمترجمين التي أنعشت العلوم الأوروبية في العصور الوسطى في القرن الثاني عشر، عن طريق نقل المعرفة العربية واليونانية واليهودية في علوم الفلك والطب وغيرها من العلوم، وجعلها متاحة لكل شخص يقرأ ويكتب في أوروبا. أحد أشهر ترجماته كتاب المجسطي لبطليموس من ترجمة عربية للكتاب وجدها في طليطلة، ويعتقد الكثيرون عن طريق الخطأ أنه مترجم كتاب القانون في الطب لابن سينا.

في البشر، تكون الحدقة مستديرًة، لكن شكلها يختلف بين الأنواع؛ تحتوي بعض القطط والزواحف والثعالب على تلاميذ ذات شق عمودي، والماعز لها حدقات موجهة أفقيًا، وبعض أسماك السلور لها أنواع حلقية. من الناحية البصرية، فإن الحدقة التشريحية هي فتحة العين والقزحية هي نقطة توقف الفتحة. صورة الحدقة كما تُرى من خارج العين هي بؤبؤ العين، والتي لا تتوافق تمامًا مع موقع وحجم الحدقة الفيزيائي لأنه يتم تكبيرها بواسطة القرنية قرنية. على الحافة الداخلية يوجد هيكل بارز، طوق قزحية، يشير إلى تقاطع الغشاء الحدقي الجنيني الذي يغطي الحقة الجنينية.

## بناء
الحدقة عبارة عن ثقب يقع في وسط قزحية العين يسمح للضوء بضرب شبكية العين شبكية. تظهر باللون الأسود لأن الأشعة الضوئية التي تدخل الحدقة تمتصها الأنسجة داخل العين مباشرة، أو تمتص بعد الانعكاسات المنتشرة داخل العين التي لا تخرج في الغالب من الحدقة الضيقة.[بحاجة لمصدر]

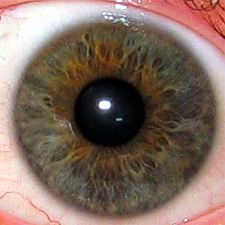
صورة تظهر القزحية وفي منتصفها الحدقة

## الوظيفة
أنظر أيضا: قزحية (تشريح)
القزحية هي بنية متقلصة تتكون أساسًا من عضلات ملساء تحيط بالحدقة. يدخل الضوء إلى العين من خلال الحدقة، وتنظم القزحية كمية الضوء من خلال التحكم في حجم حدقة العين. يُعرف هذا باسم منعكس الحدقة الضوئي.
تحتوي القزحية على مجموعتين من العضلات الملساء؛ مجموعة دائرية تسمى العضلة العاصرة للحدقة أو العضلة المصرة للقزحية، ومجموعة شعاعية تسمى العضلة الموسعة للحدقة عضلة موسعة للحدقة. عندما تنقبض العضلة العاصرة للحدقة، تقلل أو تقلص القزحية من حجم الحدقة. إن العضلة الموسعة لحدقة العين، التي تغذيها أعصاب ودية من العقدة العنقية العلوية، تسبب في توسع حدقة العين عند انقباضها. يشار إلى هذه العضلات أحيانًا باسم عضلات العين الداخلية intrinsic eye muscles.
المسار الحسي (العصاة rod أو المخروط cone، ثنائي القطب bipolar، عقدة ganglion) مرتبط بمقابلاتها في العين الأخرى عن طريق تقاطع جزئي لألياف كل عين. يؤدي هذا إلى انتقال التأثير في إحدى العينين إلى العين الأخرى.

### تأثير الضوء
تتسع الحدقة في الظلام وتضيق في الضوء. عندما يكون القطر ضيقًا، يتراوح من 2 إلى 4 ملم. في الظلام ستكون هي نفسها في البداية، لكنها ستقترب من أقصى اساع للحدقة بعرض يقدر من 3 إلى 8 مم. ومع ذلك، في أي فئة عمرية بشرية هناك تباين كبير في الحد الأقصى لحجم الحدقة. على سبيل المثال، في ذروة عمر 15، يمكن أن تختلف الحدقة المتكيفة مع الظلام من 4 مم إلى 9 مم مع أفراد مختلفين. بعد سن 25 عامًا، ينخفض متوسط حجم حدقة العين، ولكن ليس بمعدل ثابت. في هذه المرحلة، لا تظل الحدقات ساكنة تمامًا، وبالتالي قد يؤدي ذلك إلى التذبذب oscillation، والذي قد يشتد ويصبح معروفًا باسم تشنج القزحية hippus. (إن تشنج القزحية hippus هو تقلص متقطع أو إيقاعي لحدقة العين، وهو أحد أعراض بعض الحالات العصبية).
يرتبط انقباض الحدقة والرؤية القريبة ارتباطًا وثيقًا. في الضوء الساطع، تنقبض بؤبؤ العين لمنع انحرافات أشعة الضوء وبالتالي تحقيق حدتها المتوقعة؛ في الظلام، هذا ليس ضروريًا، لذلك فهو يهتم بشكل أساسي بدخول ضوء كافٍ إلى العين.
عندما يسلط الضوء الساطع على العين، فإن الخلايا الحساسة للضوء في شبكية العين، بما في ذلك المستقبلات الضوئية العصوية والمخروطية وخلايا الميلانوبسين العقدية melanopsin عصبون الشبكية، سترسل إشارات إلى العصب الحركي للعين عصب محرك للعين، وتحديداً الجزء الودي القادم من نواة إيدنجر-ويستفال نواة إيدنغر–ويستفال، التي تنتهي في العضلة العاصرة للقزحية الدائرية. عندما تنقبض هذه العضلات، فإنها تقلل من حجم الحدقة. هذا هو المنعكس الحدقي للضوء منعكس الحدقة تجاه الضوء، وهو اختبار مهم لوظيفة جذع الدماغ جذع الدماغ. علاوة على ذلك، سوف تتوسع الحدقة إذا رأى الشخص شيئًا مثيرًا للاهتمام.[بحاجة لمصدر]

## الأهمية السريرية
إذا تم إعطاء عقار بيلوكاربين pilocarpine ، فسوف تنقبض الحدقات ويزداد التكيف بسبب العمل الودي على ألياف العضلات الدائرية، وعلى العكس من ذلك، سوف يتسبب الأتروبين atropine في شلل المطابقة accommodation (شلل العضلة الهدبية للعين cycloplegia) وبالتالي اتساع الحدقة.

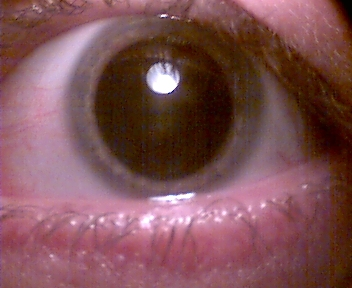
اتساع حدقة العين لفحص شبكية العين

الشلل العضلي cycloplegia هو شلل في العضلة الهدبية في العين، مما يؤدي إلى فقدان المطابقة في العين accommodation. بسبب شلل العضلة الهدبية لم يعد من الممكن ضبط انحناء العدسة للتركيز على الأشياء القريبة وبالتالي يحدث شلل المطابقة.
المطابقة أو الاستيعاب accommodation عندما تستوعب شخصًا ما، فأنت تفسح له مكانًا أو توفر له ظروفًا خاصة.
تسبب بعض الأدوية انقباض حدقة العين، مثل المواد الأفيونية. قد تتسبب الأدوية الأخرى، مثل أتروبين وثنائي إيثيل أميد حمض الليسرجيك وMDMA ومسكالين وفطر السيلوسيبين والكوكايين cocaine وأمفيتامينات، في اتساع حدقة العين.
تحتوي العضلة المقبضة للحدقة على تعصيب نظير الودي، وتمتلك العضلة الموسعة للحدقة تعصيبًا وديا. في انقباض حدقة العين الناجم عن بيلوكاربين pilocarpine، لا يتم تنشيط إمداد العصب العضلي فحسب، بل يتم كذلك تثبيط العصب الموسع. والعكس صحيح، لذا فإن التحكم في حجم حدقة العين يتم من خلال الاختلافات في شدة الانقباض لكل عضلة.
مصطلح آخر لانقباض الحدقة هو تقبض الحدقة الشديد miosis. توصف المواد التي تسبب تقبض الحدقة بأنها مواد مضيقة للحدقة miotic. يوصف الاتساع الشديد في حدقة العين بأنه توسع الحدقة المفرط mydriasis. يمكن أن يحدث توسيع حدقة العين المفرط بسبب المواد التي تحتوي على موسعات حدقة العين مثل محلول قطرة العين الذي يحتوي على تروبيكاميد.

### الأمراض
تحدث حالة تسمى توسع الحدقة المزمن dilitatism عندما تتضرر الأعصاب البصرية جزئيًا. وتتمثل هذه الحالة في اتساع حدقة العين بشكل مزمن بسبب انخفاض قدرة الأعصاب البصرية على الاستجابة للضوء. في الإضاءة العادية، عادةً ما يكون لدى الأشخاص المصابين بهذه الحالة حدقة متوسعة ويحدث الألم لديهم في ظروف الإضاءة الساطعة. في المقابل من ذلك، يعاني الأشخاص المصابون بهذه الحالة من صعوبة في الرؤية في الظلام. وبالتالي من الضروري لهؤلاء الأشخاص توخي الحذر بشكل خاص عند القيادة ليلاً بسبب عدم قدرتهم على رؤية الأشياء من منظورهم الكامل. على أية حال فإن هذه الحالة ليست خطيرة.

### حجم
يمكن أن يكون حجم الحدقة (غالبًا ما يُقاس بالقطر) أحد أعراض المرض الأساسي. يُعرف اتساع حدقة العين المرضي باسم توسع حدقة العين المفرط توسع الحدقة وتقلص حدقة العين المرضي باسم تقبض حدقة العين المفرط تقبض الحدقة.
ومع ذلك، ليست كل الاختلافات في الحجم تدل على المرض. بالإضافة إلى التوسع والتقلص الناجم عن الضوء والظلام، فقد ثبت أن حل مشاكل الضرب البسيطة يؤثر على حجم حدقة. يمكن أن يؤدي فعل التذكر البسيط إلى توسيع حجم الحدقة، ولكن عندما يُطلب من الدماغ معالجة بمعدل أعلى من سعته القصوى، تنقبض الحدقات. هناك أيضًا دليل على أن حجم حدقة العين مرتبط بمدى الاستثارة العاطفية الإيجابية أو السلبية التي يمر بها الشخص.

## اتساع حدقة العين
وهو زيادة في حجم العين عن الحجم الطبيعي
العضلات الموجودة في الجزء الملون من العين (قزحية العين)، هي التي تتحكم في حجم حدقة العين، وكمية الضوء التي تصل إلى العين، تتقلص حدقة العين (تصبح أصغر) في حالة كان الضوء الموجه إلى العين ساطع، وذلك لمنع دخول الضوء إلى عينيك بأكثر مما ينبغي. وتتسع حدقة العين (تصبح كبيرة) في حالة كان الضوء الموجه للعين خافت، وذلك لدخول أكبر كمية للعين للقدرة على الرؤية.
يتراوح حجم حدقة العين العادية تقريباً من 2.0 إلى 4.0 ملم (مم) في الضوء الساطع، و4.0 إلى 8.0 ملم في الظلام.
يميل حجم حدقة العين إلى حد ما إلى أن يصبح أصغر مع تقدم العمر.
ويطلق على حدقة العين الكبيرة التي لا تستجيب للضوء تمامًا حدقة العين المتوسعة «الثابتة».
اتساع حدقتي العينين ليس كحالة تَفاوُتُ الحَدَقَتَين، وهي حالة شائعة حيث تتفاعل حدقتا العينين كلتاهما بشكل طبيعي مع الضوء، ولكنهما يختلفان في الحجم بحوالي نصف ملليمتر أو أكثر. تَفاوُتُ حَدَقَتَا العينين أمر حميد ويؤثر على حوالي 20 في المئة من السكان.

## أسباب اتساع حدقة العين
ومن أبرزها:

### الأدوية
يمكن أن تتسبب الأدوية الموصوفة بوصفة طبية والأدوية التي لا تتطلب وصفة طبية التالية في اتساع حدقة العين مما يؤثر على قدرتها على التفاعل مع الضوء:
- مضادات الهيستامين.
- مزيلات الاحتقان.
- مضادات الاكتئاب ثلاثية الحلقات.
- أدوية دوار الحركة.
- الأدوية المضادة للغثيان.
- الأدوية المضادة للنوبات الصرعية.
- أدوية مرض باركنسون.
- البوتوكس والأدوية الأخرى التي تحتوي على توكسين البوتولينوم.
- الأتروبين (يستخدم للتحكم في قصر النظر والأغراض الطبية الأخرى).

### إصابة أو مرض في الدماغ
إصابة الرأسأو السكتة الدماغية أو ورم الدماغ يمكن أن تؤثر على كيفية تفاعل حدقة العين مع الضوء وتتسبب في اتساعها. قد تتأثر عين واحدة أو كلتا العينين.
هذا هو السبب في أنك ترى الأطباء يتفقدون حدقة عين الشخص الرياضي بقلم ضوئي بعد صدمة في الرأس أصيب بها خلال المسابقات الرياضية، أو عندما يصل المريض إلى قسم الطوارئ في المستشفى مع أعراض السكتة الدماغية المحتملة الأخرى.

### تعاطي المخدرات الترويحية بهدف المتعة
أظهرت الأبحاث أن الكحول والماريجوانا (بشكل منفصل أو مجتمعة) يمكن أن يقللا من قدرة عينيك على التعافي من التعرض لمصدر ضوء ساطع (مثل المصابيح الأمامية القادمة في الليل) والتكيف مع ظروف الإضاءة المتغيرة. يمكن أن يستمر هذا التأثير ساعتين أو أكثر بعد تناوُل المخدر.
ومع ذلك، فإن هذه المواد لا تتسبب في اتساع حدقة العين.
ومع ذلك، هناك عدد من المخدرات غير القانونية المستخدمة لأغراض ترويحية، تؤدي إلى اتساع حدقة العين وإبطاء قدرة عينيك على التفاعل مع الضوء. تتضمن هذه الخيارات ما يلي:
- الأمفيتامينات.
- الكوكايين.
- مخدر الهلوسة LSD أو ثنائي إيثيل أميد حمض الليسرجيك.
- MDMA (منشط إكستاسي أو ميثيلينيدايوكسيميثامفيتامين).

### حدقة متلازمة آدي
يُطلق عليه أيضًا حدقة آدي المتوترة أو الحدقة المتوترة، وهو اضطراب عصبي نادر حيث تكون إحدى حدقتي العينين أكبر من المعتاد، وتكون بطيئة في الاستجابة للضوء أو لا تتقلص على الإطلاق. قد يكون شذوذ الحدقة مصحوبًا بردود فعل وتر ضعيفة أو غائبة. (عندما يحدث هذا، تسمى الحالة بمتلازمة آدي.)
بشكل عام، سبب حَدَقَة آدي المُتَوَتِّرَة غير معروف؛ ولكن في بعض الحالات، قد يرتبط بالصدمة أو الجراحة أو ضعف الدورة الدموية أو العدوى. لا يوجد علاج لحَدَقَة آدي أو متلازمة آدي.

## حيوانات أخرى
ليست كل الحيوانات لها حدقات دائرية. بعضها حدقات الحيوانات نجد فيها شقوق أو أشكال بيضاوية يمكن توجيهها عموديًا، كما هو الحال في التماسيح والأفاعي والقطط والثعالب، أو أفقيًا كما هو الحال في بعض أسماك الراي، والضفادع الطائرة، النمس، والأفاريز artiodactyls مثل الأغنام، الأيائل، الغزلان الحمراء، الرنة، وفرس النهر، وكذلك الحصان المحلي. تميل حدقات الماعز والضفادع والأخطبوط إلى أن تكون أفقية ومستطيلة بزوايا مستديرة. بعض الزلاجات skates وأسماك الراي rays لها حدقات على شكل هلال،  تتراوح حدقات أبو بريص من دائرية إلى شقية إلى سلسلة من الثقوب،  وتكون حدقة الحبار على شكل W منحني بسلاسة. على الرغم من أن حدقة العين تكون دائرية بشكل طبيعي، إلا أن التشوهات مثل تشوه كولوبوما koloboma يمكن أن تؤدي إلى أشكال حدقة غير عادية، مثل شكل الدموع أو ثقب المفتاح أو شكل حدقة العين البيضاوية. إن تشوه كولوبوما (من الكلمة اليونانية koloboma، أي عيب) هو فجوة gap في أحد هياكل العين، مثل القزحية أو الشبكية أو المشيمية أو القرص البصري. تكون الفجوة gap موجودة منذ الولادة (باستثناء حالة واحدة حيث تطور خلال الأشهر القليلة الأولى من حياة الطفل) ويمكن أن يحدث تشوه كولوبوما عندما تفشل الفجوة المسماة الشق المشيمي choroid fissure، والتي تتوجد بشكل طبيعي خلال المراحل المبكرة من التطور في المرحلة الجنينية، بالإغلاق بشكل كامل قبل ولادة الطفل.
قد تكون هناك اختلافات في شكل الحدقة حتى بين الحيوانات وثيقة الصلة. في الجنيات felids، هناك اختلافات بين الأنواع ذات العيون الصغيرة والكبيرة. القط المنزلي (فيليس سيلفستريس دومينيكوس Felis sylvestris domesticus) لديه شق عمودي لحدقة العين، قريبه الكبير النمر السيبيري (Panthera tigris altaica) له حدقات دائرية الشكل والوشق الأوراسي (Lynx lynx) وسيط بين القطط المحلية والنمر السيبيري. قد يكون هناك فرق مشابه بين الأنواع الصغيرة والكبيرة في الأنياب. يحتوي الثعلب الأحمر الصغير (Vulpes vulpes) على حدقات ذات شق عمودي في حين أن أقاربهم الكبار، الذئب الرمادي (Canis lupus lupus) والكلاب المستأنسة (Canis lupusiliaris) لديهم حدقات دائرية الشكل.[بحاجة لمصدر]
أحد التفسيرات لتطور تطور حدقة العين هو أنها بذلك يمكنها استبعاد الضوء بشكل أكثر فاعلية من الحدقة الدائرية.[بحاجة لمصدر] وهذا من شأنه أن يفسر سبب وجود حدقة شق في عيون الحيوانات ذات نمط الحياة الشفقي أو الليلي التي تحتاج إلى الحماية عيونهم خلال النهار. يكون انقباض حدقة العين الدائرية (بواسطة عضلة على شكل حلقة) أقل اكتمالًا من إغلاق حدقة الشق، والتي تستخدم عضلتين إضافيتين تضغطان بشكل جانبي على الحدقة. على سبيل المثال، يمكن أن تغير حدقة بشكل شق لدى القطة شدة الضوء على شبكية العين بمقدار 135 ضعفًا مقارنة بـ 10 أضعاف مما تستطيعه الحدقة الدائرية عند البشر. ومع ذلك، فإن هذا التفسير لا يأخذ في الحسبان الحدقات الدائرية التي يمكن إغلاقها إلى حجم صغجدًا (على سبيل المثال، 0.5 مم في أبغر أبخصيات) والحدقات المستطيلة للعديد من ذوات الحوافر التي لا تقترب من شق ضيق في الضوء الساطع. التفسير البديل هو أن حدقة دائرية الشكل مقيدة جزئيًا تقوم بتظليل المناطق المحيطية للعدسة مما يؤدي إلى صور ضعيفة التركيز عند الأطوال الموجية ذات الصلة. تسمح الحدقة ذات الفتحة الرأسية باستخدام جميع الأطوال الموجية عبر القطر الكامل للعدسة، حتى في الضوء الساطع. كما تم اقتراح أنه في كمائن الحيوانات المفترسة مثل بعض الثعابين، قد تساعد الحدقات ذات الشق العمودي في التمويه، مما يؤدي إلى تفتيت الخطوط العريضة الدائرية للعين.
في دراسة أجريت على الثعابين الأسترالية أستراليا ثعبان، ارتبطت أشكال الحدقات بأوقات النشاط المستمر على مدار الأربع وعشرون ساعة بغض النظر عن الليل أو النهار أو ما يعرف بالديال diel وسلوك البحث عن الطعام المتواصل. كانت معظم أنواع الثعابين ذات الحدقات العمودية عبارة عن حيوانات عالفة foragers ليلية وأيضًا عالفة باستخدام الكمائن، وكانت معظم الثعابين ذات التلاميذ الدائرية علفًا نهاريًا ونشطًا. بشكل عام، تنبأ سلوك البحث عن الطعام بشكل دقيق للحدقة في حالات أكثر من وقت النشاط اليومي، لأن العديد من الثعابين النشطة في البحث عن الطعام مع التلاميذ الدائرية لم تكن نهارية. لقد تم اقتراح أنه قد يكون هناك ارتباط مماثل بين سلوك البحث عن الطعام وشكل الحدقة بين السنوريات والكلبيات التي تمت مناقشتها أعلاه.
أكدت دراسة عام 2015  الفرضية القائلة بأن الحدقات المتطاولة elongated pupils قد زادت من النطاق الديناميكي، وعززت الترابط مع أوقات النشاط المستمر على مدار الأربع وعشرون ساعة بغض النظر عن الليل أو النهار أو ما يعرف بالديال diel. ومع ذلك، فقد أشار إلى أن الفرضيات الأخرى لا يمكن لها أن تفسر اتجاه الحدقات. أظهر الدراسة أن الحدقات العمودية vertical تمكن مفترسات الكمائن من تحسين إدراكهم للعمق، وأن الحدقات الأفقية horizontal تمكنهم من تحسين مجال الرؤية وجودة الصورة للخطوط الأفقية. لقد أوضحت الدراسة كذلك سبب ارتباط الحدقات المتطاولة elongated بارتفاع الحيوان.

عدد من الحيوانات ذات الحدقات غير دائرية
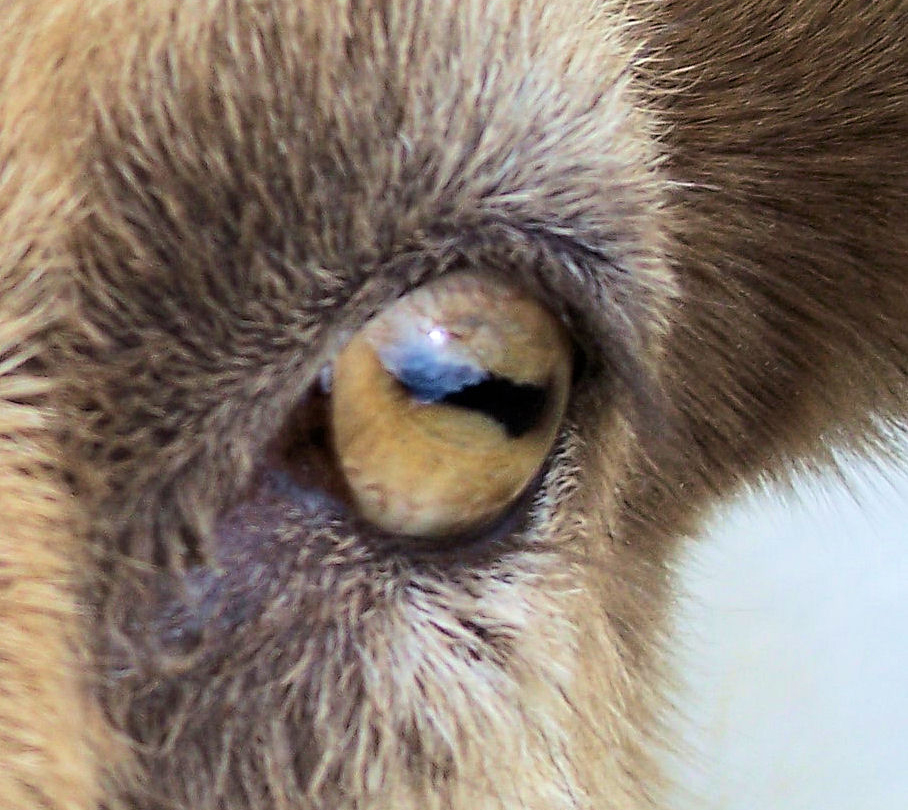
ماعز مع حدقات مستطيلة أفقية
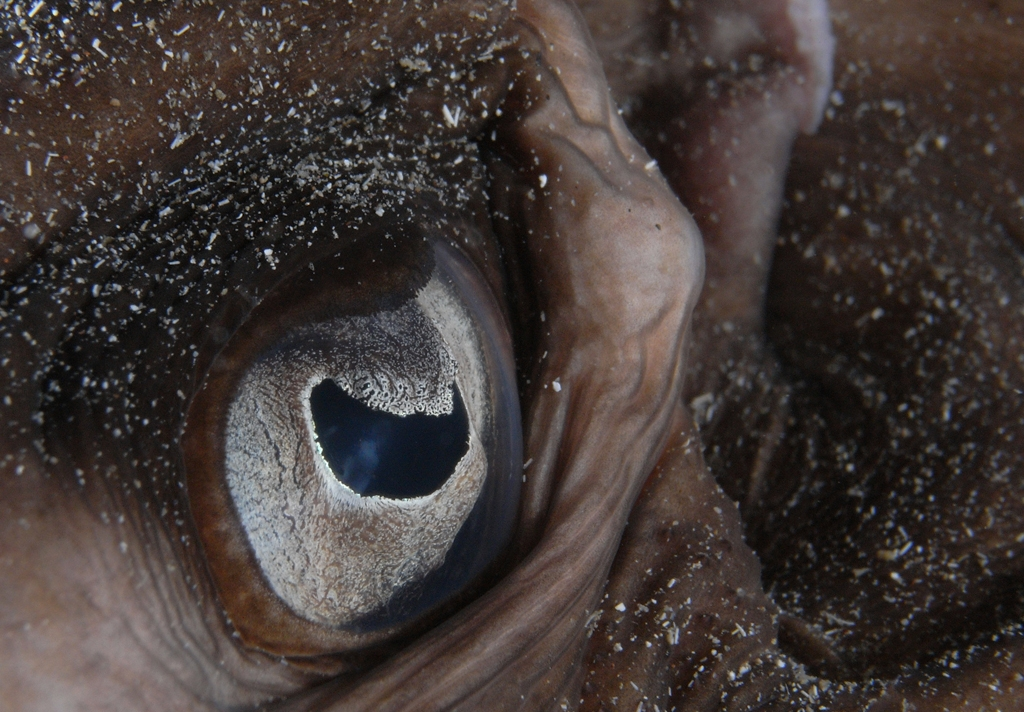
سمك الرقيطة مع حدقات هلالية الشكل crescent
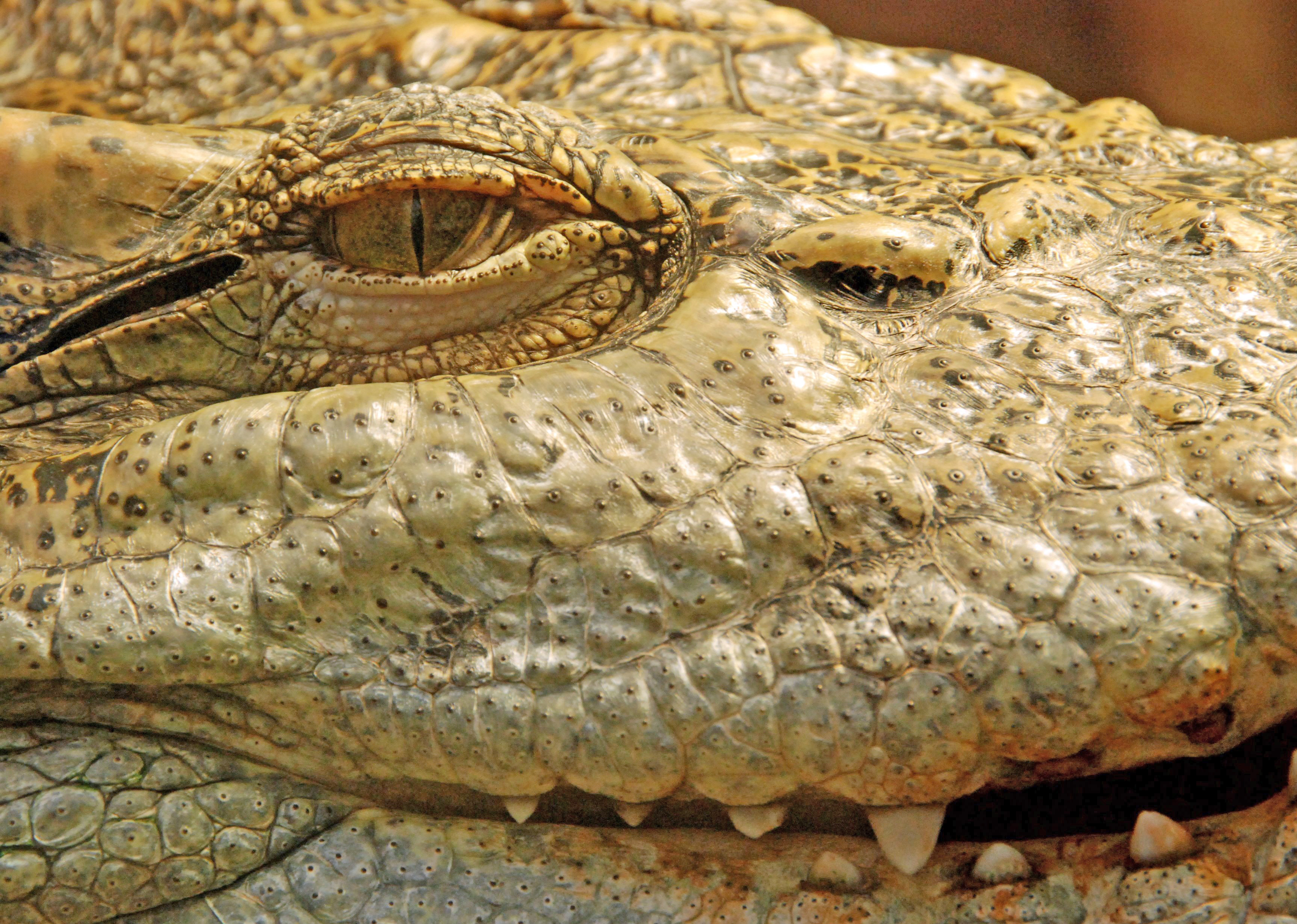
تمساح مع حدقات شقية عمودية الشكل vertical slit
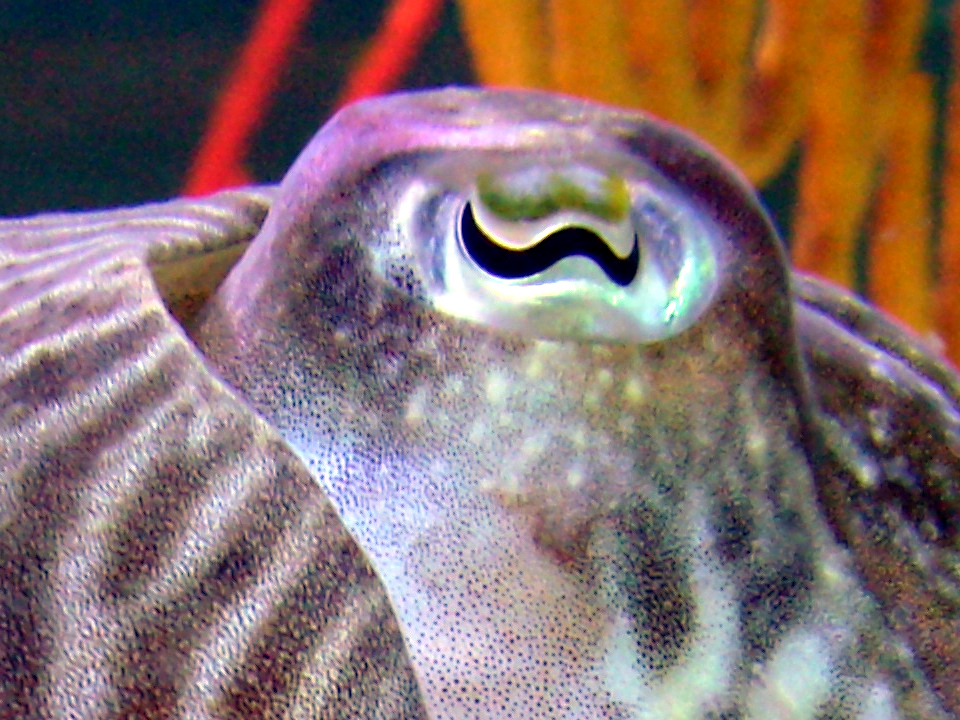
حبار مع حدقات بشكل حرف W
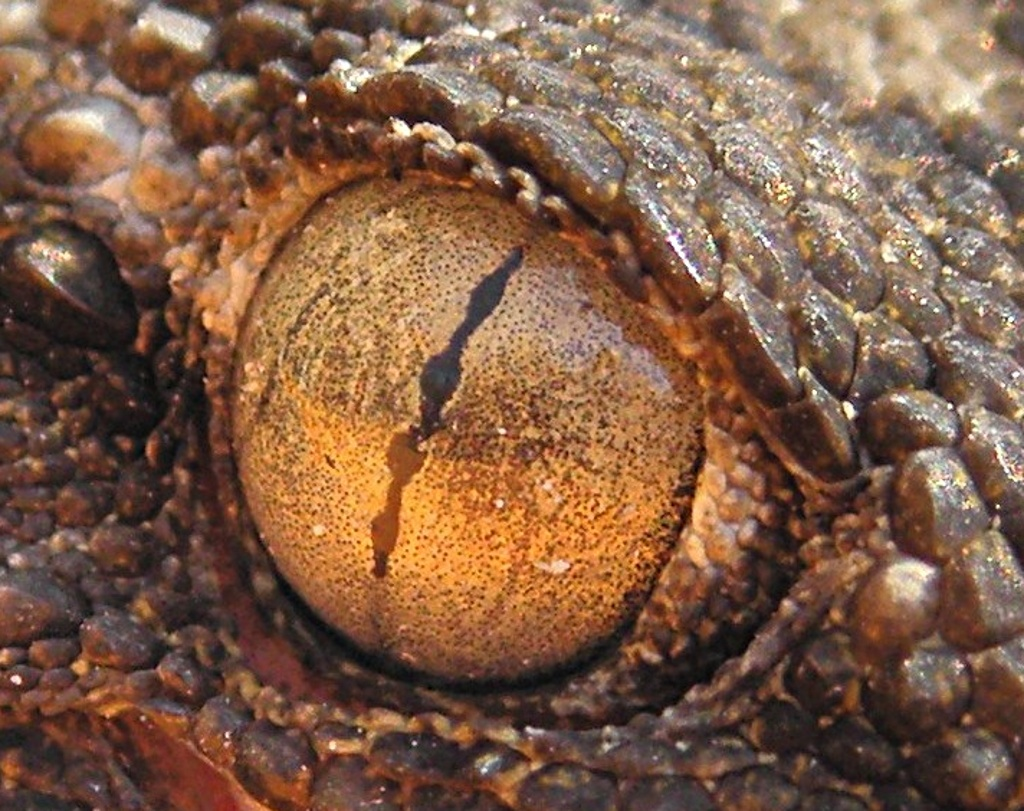
أبو بريص مع حدقات بشكل خيط رفيع مع حبات اللؤلؤ thin string of pearls' pupils
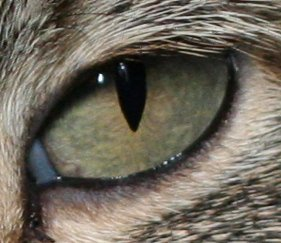
قط مع حدقات شقية ثخينة عمودية الشكل thick vertical slit

## المجتمع والثقافة
في عدد مذهل من اللغات غير ذات الصلة، فإن المعنى الاشتقاقي لمصطلح الحدقة pupil هو «الشخص الصغير little person». هذا صحيح، على سبيل المثال، بالنسبة لكلمة تلميذ pupil نفسها: تأتي هذه الكلمة في اللغة الإنجليزية من اللاتينية pūpilla، والتي تعني «دمية doll، فتاة girl»، وهو شكل تصغير من «خادرة pupa»، «فتاة girl». (في اللغة الإنجليزية يتم الاحتفاظ بالمعنى المزدوج الموجود في اللغة اللاتينية، حيث يعني التلميذ pupil كلاً من «تلميذ المدرسة schoolchild» و «الجزء المركزي المظلم من العين داخل القزحية dark central portion of the eye within the iris».)  قد يكون هذا بسبب أن انعكاس صورة الشخص في الحدقة pupil هو نسخة صغيرة من صورة ذات الشخص. في العصر البابلي القديم (1800-1600قبل الميلاد) في بلاد ما بين النهرين القديمة، ظهر تعبير «روح العين الواقية protective spirit of the eye»، وربما نشأ عن نفس الظاهرة.
نشأت العبارة الإنجليزية تفاحة عيني apple of my eye من استخدام في اللغة الإنجليزي القديمة، حيث لا تعني كلمة تفاحة apple الفاكهة فحسب، بل تعني أيضًا الحدقة pupil أو مقلة العين eyeball.

## هوامش
- ملاحظة 1 المرادفات: حُنْدُر، حُنْدُرَة، حُنْدُور،حِنْدُورَة، حِنْدِيْرَة[28]